# ميكي روني
ميكي روني (بالإنجليزية: Mickey Rooney)‏ (اسمه عند الولادة جوزيف يول الابن؛ 23 سبتمبر 1920 – 6 أبريل 2014) هو ممثل وكوميدي ومنتج وإذاعي أمريكي. امتدت مسيرته لتسعة عقود بما يقرب من حياته كلها وحتى زمن قصير من وفاته، وظهر في أكثر من 300 فيلم وكان أحد أواخر النجوم الباقين من العصر الصامت.
شهدت مسيرته في ذروتها انحدارات كبيرة وعودات قوية، وأشهر ما قدمه كان دور آندي هاردي في سلسلة من 15 فيلما في ثلاثينيات وأربعينيات القرن العشرين والتي جسدت القيم العائلية الأمريكية. كان روني فنانا متعدد المواهب، وأصبح ممثل شخصيات شهير في وقت لاحق من حياته المهنية. قال لورنس أوليفيه ذات مرة إنه يعتبر روني «الأفضل هناك». وقال كلارنس براون، الذي أخرج له فيلمين، إنه «أقرب من عمل معهم إلى العبقرية».
أدى روني العروض في مسارح الفودفيل عندما كان طفلاً في الثانية وقدم أول فيلم له في سن السادسة. وفي سن الرابعة عشرة، لعب «بوك» في مسرحية حلم ليلة صيف، وأعاد الدور لاحقا في الاقتباس السينمائي للمسرحية عام 1935. وأشاد الناقد ديفيد طومسون بأدائه بأنه «واحد من أكثر أجزاء السينما سحرا». في عام 1938، شارك في بطولة بويز تاون مدينة الصبيان. في سن التاسعة عشرة، كان أول مراهق يرشح لجائزة أوسكار عن دوره الرائد في Babes in Arms، وحصل على جائزة أكاديمية خاصة للأحداث في عام 1939. قدّم 43 فيلما في ذروة مسيرته بين عمري 15 و 25 عاما، ما جعله أحد أنجح الممثلين في إم جي إم، ومفضلا لدى رئيس ستوديو لويس بي. ماير.
كان روني محط جذب في شباك التذاكر من عام 1939 إلى عام 1941  وواحد من أفضل الممثلين أجرا في تلك الحقبة،  ولكن مهنته لم تعد لقمتها بعد ذلك. تم تجنيده في الجيش خلال الحرب العالمية الثانية، وخدم ما يقرب من عامين وقدم العروض لأكثر من مليوني جندي على المسرح والراديو، وحصل على ميدالية النجمة البرونزية لأدائه في مناطق القتال. عاد من الحرب في عام 1945، ولكنه أصبح كبيرًا على أدوار الفتيان وقصيرا على أدوار الكبار، ولم يتمكن من الحصول على أدوار البطولة. ومع ذلك، فقد تم تجددت شعبيته بعدد من الأدوار الثانوية التي لقيت استقبالا جيدا في أفلام مثل الإفطار عند تيفاني (1961)، قداس للوزن الثقيل (1962)، إنه عالم مجنون مجنون مجنون مجنون (1963)، الفحل الأسود (1979). عاد إلى برودواي في أوائل في مسرحية Sugar Babies وأصبح نجمًا شهيرًا مرة أخرى. قام روني بالمئات من العروض على شاشة التلفزيون، بما في ذلك الدراما وبرامج المنوعات والبرامج الحوارية، وفاز بجائزة إيمي في عام 1982 بالإضافة إلى غولدن غلوب لدوره في بيل (1981).
عند وفاته، وصفته مجلة فانيتي فير بأنه «حطام هوليوود الأصلي». عانى مع إدمان الكحول والحبوب. كانت آفا غاردنر زوجته الأولى، وتزوج سبع مرات أخرى بعدها. ورغم حصوله على الملايين خلال مسيرته، فقد كان عليه أن يعلن الإفلاس في عام 1962 بسبب سوء إدارة شؤونه المالية. وقبل وفاته بقليل في عام 2014 عن عمر يناهز 93 عامًا، زعم أنه تعرض للإساءة من قبل بعض أفراد عائلته وشهد أمام الكونغرس بشأن ما زعم أنه اعتداء جسدي واستغلال من قبلهم. بلغت قيمة تركته 18,000 دولار فقط، وتوفي وهو مدين بالفواتير الطبية والضرائب المتأخرة، وتم التماس المساهمات من الجمهور.

## نشأته
وُلد روني نينيان جوزيف يول الابن في 23 سبتمبر عام 1920 في بروكلين، نيويورك، وكان الطفل الوحيد للفودفيليّ نيلي دبليو. كارتر، من كانساس سيتي، ميزوري، وجو يول، من غلاسكو، اسكتلندا. كانت والدته سابقًا مؤدية هزلية ومؤدية في الجوقة. عند ولادة روني، كان والداه يمثلان في أ غاييتي غيرل من إنتاج بروكلين. روى روني في مذكراته لاحقًا أنه بدأ بالتمثيل عندما كان عمره 17 شهرًا كجزء من روتين والديه، وارتدى بدلة مصممة خصيصًا له.

## مسيرته المهنية

### التمثيل في الطفولة
انفصل والدا روني عندما كان عمره أربع سنوات في عام 1924، وانتقل هو وأمه إلى هوليوود في العام التالي من غرين بوينت، بروكلين. ظهر في أول فيلم له عندما كان عمره ست سنوات في عام 1926، وكان بعنوان نت تو بي ترستد. مثّل روني أيضًا في أجزاء صغيرة من أفلام مثل ذا بيست أوف ذا سيتي (1932) وذا لايف أوف جيمي دولان (1933)، ما أتاح له فرصة العمل مع نجوم مثل جويل مكري، وكولين مور، وكلارك غابل، ودوغلاس فيربانكس جونيور، وجون واين، وجين هارلو. التحق بمدرسة هوليود الاحترافية ثم التحق بمدرسة هوليود الثانوية، وتخرج عام 1938.

### ميكي مكغواير
شاهدت والدة روني إعلان يبحث عن طفل للعب دور «ميكي مكغواير» في سلسلة أفلام قصيرة. نال روني الدور ولعب دور ميكي في 78 فلمًا، وذلك منذ عام 1927 وحتى عام 1936، وكان أولها ميكيز سيركس (1927) الذي كان أيضًا أول دور بطولة له. خلال تلك الفترة، أدى أيضًا صوت أوزوولد ذا لاكي رابت. مثّل في أفلام أخرى خلال فترة مراهقته، بما في ذلك عدة أفلام أخرى من سلسلة مكغواير. في سن الخامسة عشرة، لعب دورك باك في فيلم لوارنرز بروز التي تبنت كل النجوم الذين مثلوا في أ ميدسمر نايتس دريم (حلم ليلة صيف) (1935). انتقل روني بعد ذلك إلى إم جي إم حيث أصبح صديقًا لجودي غارلند، وبدأا بصنع السلسلة الموسيقية التي نهضت بكليهما إلى النجومية.

### الحرب العالمية الثانية ومسيرته المهنية لاحقًا
في يونيو عام 1944، جُند روني في الجيش الأمريكي، حيث خدم أكثر من 21 شهرًا (حتى فترة وجيزة بعد نهاية الحرب العالمية الثانية،) وكان يرفّه عن القوات الأمريكية في أوروبا. قضى جزءًا من الوقت بصفته شخصية إذاعية على شبكة القوات الأمريكية، وحصل على الميدالية البرونزية لترفيهه عن القوات في مناطق الصراع. بالإضافة إلى الميدالية البرونزية، تلقى روني أيضًا الميدالية العسكرية لحسن السلوك، وميدالية الحملة الأمريكية، وميدالية الحملة الأوروبية الأفريقية، وميدالية النصر في الحرب العالمية الثانية، عن خدمته العسكرية.
تراجعت مهنة روني بعد عودته إلى الحياة المدنية، فقد كان بالغًا طولُه متر ونصف، ولم يعد قادرًا على لعب دور المراهق ولكنه في نفس الوقت يفتقر إلى قامة الرجال البالغين. ظهر في عدة أفلام بما فيها ووردس آند ميوزك (1948)، وكان ذلك آخر ظهور له في فيلم مع غارلند (ظهر معها في حلقة من ذا جودي غارلاند بصفته ضيفها). لعب دور البطولة لفترة قصيرة في مسلسل إذاعي لشبكة سي بي إس، شورتي بيل، في صيف عام 1948، وأعاد تمثيل دوره بشخصية «آندي هاردي»، مع معظم الطاقم الأصلي، في نسخة إذاعية مشتركة من ذا هاردي فاميلي في عامي 1949 و 1950 (أُعيد بثه على ميوتشوَل عام 1952).
في عام 1949، ذكرت مجلة فارايتي أن روني أعاد التفاوض بشأنه صفقته مع إم جي إم. وافق على إنتاج فيلم واحد في السنة لهما لمدة خمس سنوات بمبلغ 25,000 دولار للفيلم (كانت رسومه حتى ذلك الوقت تبلغ 100,000 دولار ولكن روني أراد الدخول في إنتاج مستقل). ادعى روني أنه كان غير راضٍ عن الفواتير التي قدمتها له إم جي إم عن ووردس آند ميوزك.
ألّف بليك إدواردز المسلسل التلفزيوني الأول لميكي،  ذا ميكي روني شو، المعروف أيضًا باسم هاي، موليغان، وأنتجه بالاشتراك مع روني، وعرضت حلقاته الاثنتان والثلاثون على تلفاز إن بي سي في الفترة ما بين 28 أغسطس عام 1954 و 4 يونيو عام 1955. كان أول ظهور له عام 1951 في فيلم ماي ترو ستوري، من بطولة هيلين والكر. أدى روني أيضًا دور البطولة بشخصية كوميديٍّ تلفزيوني فظيع، مستوحاة من شخصية ريد بوتونز، في فيلم ذا كوميديان الدرامي التلفزيوني المباشر ذي الـ90 دقيقة، وفي مسلسل بلايهاوس 90 مساء يوم عيد الحب في عام 1957، وفي عمل مسرحي ساخر يُسمى ذا ميوزيكال ريڤو أوف 1959 المقتبس من فيلم ذا هوليوود ريڤو أوف 1959 (منوعات هوليوود المسرحية 1929)، الذي عُدل لاحقًا ليتحول إلى فيلم في عام 1960.
انضم روني في عام 1958 إلى دين مارتن وفرانك سيناترا ضيوفًا في حلقة من البرنامج الكوميدي والمتنوع كلَب أويسس الذي عُرض على قناة إن بي سي. أخرج روني في عام 1960 فيلم ذا برايفت لايڤز أوف آدم آند إيڤ وأدّى دور البطولة فيه، وهو فيلم كوميدي طموح اشتهر بالعديد من مشاهد الخطف خلفًا والنقاشات الجوهرية. عاد روني في عام 1960 إلى الترفيه المسرحي. قبِل أدوارًا في أفلام متواضعة، لكنه ظهر أحيانًا في أعمال جيدة، مثل ريكويم فور أ هيڤيويت (1962) وإتس أ ماد ماد ماد ماد وورلد (إنه عالم مجنون مجنون مجنون مجنون) (1963).
مثّل شخصية يابانية، السيد آي. واي. ينيوشي، في النسخة السينمائية (بريكفاست أت تيفانيس) لعام 1961 لرواية ترومان كابوتي الإفطار عند تيفاني. انتقد البعض أداءه في السنوات اللاحقة بوصفه عنصريًا مُقولَبًا. صرّح روني في وقت لاحق بأنه ما كان ليمثل الدور لو علم أنه سيغضب المشاهدين.
ظهر روني في 31 ديسمبر عام 1961 في البرنامج التلفزيوني واتس ماي لاين، وذكر أنه بدأ بالفعل بتسجيل الطلاب في مدرسة ميكي روني للترفيه (إم آر إس إي). لكن مشروع المدرسة هذا لم ينجح. كانت هذه مرحلة من مراحل تعسر مسيرته المهنية؛ كما وصفها صديق الطفولة المخرج ريتشارد كواين: «دعونا نواجه الأمر. لم يكن من السهل العثور على أدوار لرجل يبلغ طوله 5 أقدام و 3 بوصات تجاوز سن أندي هاردي». أجبرته ديونه على إعلان إفلاسه في عام 1962.
في عام 1966، كان روني يعمل على فيلم إمبوش باي في الفلبين عندما عُثر على زوجته باربرا آن توماسون -عارضة أزياء سابقة وممثلة طموحة فازت بسبع عشرة مسابقة جمال على التوالي في جنوب كاليفورنيا- ميتةً في فراشها، وعلى خليلها ميلوس ميلوس -أحد أصدقاء الممثل روني- ميتًا بجانبها. أرجح المحققون أنها جريمة قتل مع انتحار، ارتُكبت بسلاح روني.
كان فرانسيس فورد كوبولا قد اشترى حقوق فيلم ذا بلاك ستاليون (1979)، واتصل بروني عند اختيار طاقم العمل وسأله ما إذا كان يعتقد أنه قادر على لعب دور الفارس. أجاب روني قائلًا: «يا رجل!، لا أعرف ماذا أقول. لم ألعب دور الفارس من قبل». لقد كان يمزح، لأنه لعب دور الفارس في ثلاثة أفلام سابقة على الأقل، وهم داون ذا ستريتش، وثوروبريد دونت كراي، وناشيونال ڤيلڤيت. حصل الفيلم على مراجعات ممتازة وحصد 40 مليون دولار في الجولة الأولى، ما أعطى استوديو كوبولا سترغلينغ وشركة الإنتاج أميريكان زيتروب دفعةً كبيرة. مُنح روني تقديرًا واكتشافًا، إلى جانب ترشيحه لجائزة أفضل ممثل مساعد.
في عام 1983، منحت أكاديمية فنون وعلوم الصور المتحركة روني جائزة الأكاديمية الفخرية عن منجزاته طوال مسيرة حياته.

## روابط خارجية
- ميكي روني على موقع IMDb (الإنجليزية)
- ميكي روني على موقع الموسوعة البريطانية (الإنجليزية)
- ميكي روني على موقع روتن توميتوز (الإنجليزية)
- ميكي روني على موقع ألو سيني (الفرنسية)
- ميكي روني على موقع ميوزك برينز (الإنجليزية)
- ميكي روني على موقع تيرنر كلاسيك موفيز (الإنجليزية)
- ميكي روني على موقع أول موفي (الإنجليزية)
- ميكي روني على موقع قاعدة بيانات برودواي على الإنترنت (الإنجليزية)
- ميكي روني على موقع قاعدة بيانات الأفلام السويدية (السويدية)
- ميكي روني على موقع إن إن دي بي (الإنجليزية)